# أندريف ستاديون
أندريف ستاديون (بالتشيكية: Andrův stadion) هو ملعب لكرة القدم يقع في مدينة أولوموتس في التشيك، بُني في عام 1940، وتبلغ السعة الأجمالية للمتفرجين حوالي 12,566 ألف متفرج، و يعتبر المقر الرئيسي لنادي سيغما أولوموتس لكرة القدم.